# Bonita Pietila
Bonita Pietila est une directrice de casting et productrice américaine né le 14 janvier 1953 à Gwinn au Michigan.

## Filmographie

### Directrice de casting
- 1986 : Massacre à la tronçonneuse 2
- 1987 : Les vrais durs ne dansent pas
- 1987 : Cordes et Discordes
- 1988 : Friends
- 1988 : CBS Summer Playhouse (1 épisode)
- 1989-2009 : Les Simpson (268 épisodes)
- 1990 : Hollywood Dog
- 1992-1995 : The Ben Stiller Show (13 épisodes)
- 1995 : Notes from Underground
- 1997 : Teen Angel
- 1999 : La Ferme des animaux

### Scénariste
- 2017 : Nella princesse chevalier (1 épisode)

### Productrice
- 1997-2015 : Les Simpson (394 épisodes)
- 2014 : The Simpsons Take the Bowl